# Alexius
Alexius, död på 400-talet i Rom, är en bekännare och helgon. Hans helgondag firas 17 juli i Romersk-katolska kyrkan och 17 mars i östortodoxa kyrkan.
Legenden om den fromme Alexius berättar att han var son till en högt uppsatt kejserlig hovtjänsteman i Rom. Alexius far anmodade honom till giftermål med en rik flicka från högadeln, men Alexius motsatte sig detta och flydde med båt till Edessa.
Efter 18 år av välgörenhetsgärningar bland fattiga, änkor och föräldralösa barn i Edessa återvände Alexius till Rom. Han kom till sina föräldrars hus på Aventinen, och i sin märkliga självförnekelse och självförnedring bad han att få bo som tiggare under husets pampiga trappa. Fadern, som inte kände igen sin egen son, tillät detta. Under hela 17 år tiggde Alexius ihop sitt uppehälle vid faders port. Efter att ha nedtecknat sitt livs historia på en papperslapp dog han under trappan.
Resterna av trappan kan beskådas i kyrkan Santi Bonifacio e Alessio på Aventinen.
Sankt Alexius avbildas liggande under trappan, medan en tjänare tömmer en hink vatten över honom. Som attribut har han en pilgrimsstav, en korg för allmosor, en skål med sked samt ett brev eller en skriftrulle. Han är skyddspatron för tiggare och pilgrimer.